# Torryburn
Torryburn è un villaggio del Fife, Scozia, Regno Unito, situato sulla costa occidentale del Firth of Forth.
Torryburn, una delle antiche comunità portuali esistite sulla costa, è servita da porto per Dunfermline.